# Église Saint-Martin de Pau
Pour les articles homonymes, voir Église Saint-Martin.
L'église Saint-Martin est un édifice religieux situé dans la ville de Pau, dans le département français des Pyrénées-Atlantiques, en région Nouvelle-Aquitaine. 
Au cœur de la ville, elle se trouve aux portes du quartier du château de Pau.

## Histoire

### La première église Saint-Martin

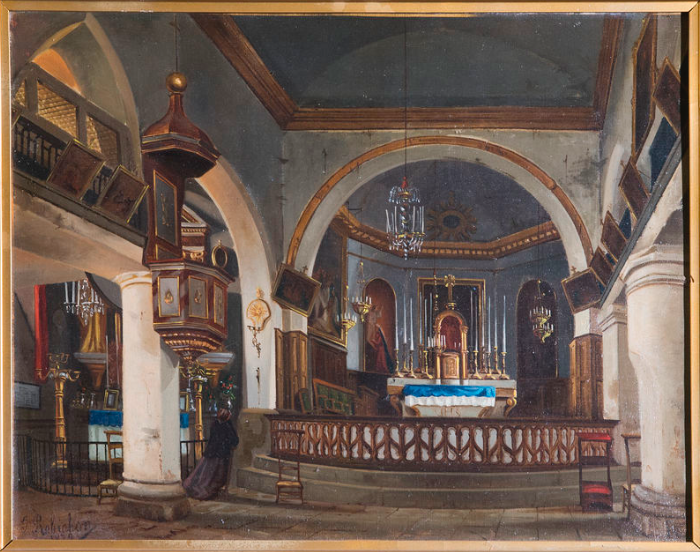
Ancienne église Saint-Martin - par Jules Robichon - 1877

Une première église Saint-Martin est construite entre 1468 et 1472 sur un emplacement situé en face du château de Pau. 
L'ordre d'agrandir la petite chapelle originelle est, ainsi, prise par Gaston IV de Foix-Béarn. Elle est le siège de l'unique paroisse de Pau jusqu'en 1803. Sous l'influence de la famille d'Albret, l'église devint un temple protestant entre 1563 et 1620. 
Trop exiguë pour la population paloise, l'église Saint-Martin est remplacée en 1871 par un nouveau sanctuaire placé un peu plus à l'est.
Il est donc décidé de détruire l'ancienne église en 1885. Le clocher de l'église est en partie détruit en 1794, puis rebâti en bois en 1805 avant d'être reconstruit complètement durant la construction de la nouvelle église Saint-Martin. 
Ce clocher existe toujours sous cette forme, il est désormais considéré comme la tour du Parlement de Navarre.

### Le nouveau sanctuaire
Le choix du lieu d'implantation occasionne une quinzaine d'années de débats. Le principe de construction est décidé en 1851, mais l'emplacement définitif n'est choisi qu'en 1860 en lieu et place de l'ancien hôtel de Gontaut-Biron. 
La première pierre est posée en 1863 et les travaux débutent enfin en 1864.
L'église est inaugurée le 21 décembre 1871 à la suite des travaux guidés par l'architecte Émile Boeswillwald, ce qui explique une grande ressemblance extérieure avec l'église Saint-Waast de Soissons, du même architecte. Des travaux sont encore nécessaires pour complètement achever l'église dans les dernières années du XIXe siècle.

## Description
Le nouvel édifice est d'architecture néogothique aux décors d'influence byzantine. 
Il se compose: d'une nef centrale flanquée de deux nefs secondaires, d'un transept, d'un chœur, et de quatre autres absides. 
Les matériaux utilisés sont la pierre d'Arudy et la pierre d'Angoulême plus claire. Les vitraux ont, quant à eux, été réalisés par Louis Steinheil.

### Dimensions
- Longueur :  70,5 m
- Largeur : 36,2 m
- Hauteur du clocher 77 m[3]

### Intérieur
L'église est dotée d'un orgue du facteur Georges Wenner ainsi que d'un carillon. 
À l'intérieur, un tableau du peintre Eugène Devéria et des objets précieux ont été offerts par la Reine Isabelle II, chassée d'Espagne et qui en fit don lors de son passage à Pau en 1868.

## Protection
L'église fait l'objet d'une inscription au titre des monuments historiques depuis le 2 février 2015.
L'édifice est ensuite classé le 27 avril 2021.

## Maître autel
Le maître autel a été réalisé sur les plans de l'architecte Émile Boeswillwald. Il est commandé en 1871 au marbrier Géruzet de Bagnères-de-Bigorre.
Le maître autel est protégé par un ciborium, de style byzantin, dont la coupole ajourée sur pendentifs repose sur 4 colonnes de marbre blanc. La coupole du ciborium a été exécutée à Pau.

## Décor
L'église de style néogothique a été décoré par des peintures dans le style d'influence byzantine réalisées par le peintre Hippolyte Flandrin, Auguste Steinheil et Adolphe Steinheil, et inscrites au titre objet :
- peinture du tympan intérieur du porche : Christ bénissant, avec saint Martin et saint Léon[8] ;
- peintures du chœur[9] ;
- peintures murales de la chapelle de la Vierge dans le transept[10] ;
- peintures murales de la chapelle du Sacré-Cœur[11].

Le tétramorphe a été sculpté par Geoffroy-Dechaume, probablement vers 1870.
La marqueterie de marbre du sol du chœur a été inscrite au titre objet des monuments historiques.

## Vitraux
L'architecte Émile Boeswilwald écrit au maire le 4 novembre 1868 qu'il prépare des devis pour les vitraux. D'après le chanoine Laborde, historien de l'église, a écrit que les cartons des vitraux sont de la main d'Auguste Steinheil sous l'autorité de l'architecte. Les vitraux ont été exécutés par le peintre-verrier Édouard Didron. Steinheil s'est inspiré des peintres-verriers du XIIIe siècle,,,.
Une des rosaces du transept est ainsi dédiée à Saint Martin de Tours (qui donne son nom à l'église) et présente, en 24 étapes, des passages de sa vie, tandis que l'autre rosace est dédié à la vierge Marie.
Deux verrières sont offertes en 1919 par Joseph Mauméjean pour les chapelles de Notre-Dame-de-Lourdes et des fonts baptismaux, sur les thèmes de l'éducation de la Vierge et du Baptême du Christ.
Un orage endommage l'ensemble des verrières le 9 octobre 1929. Les vitraux sont restaurés par Joseph Mauméjean. Cette restauration est terminée en 1934 par Pierre Arcencam (1867-1959), peintre-verrier à Pau.

## Orgue de tribune

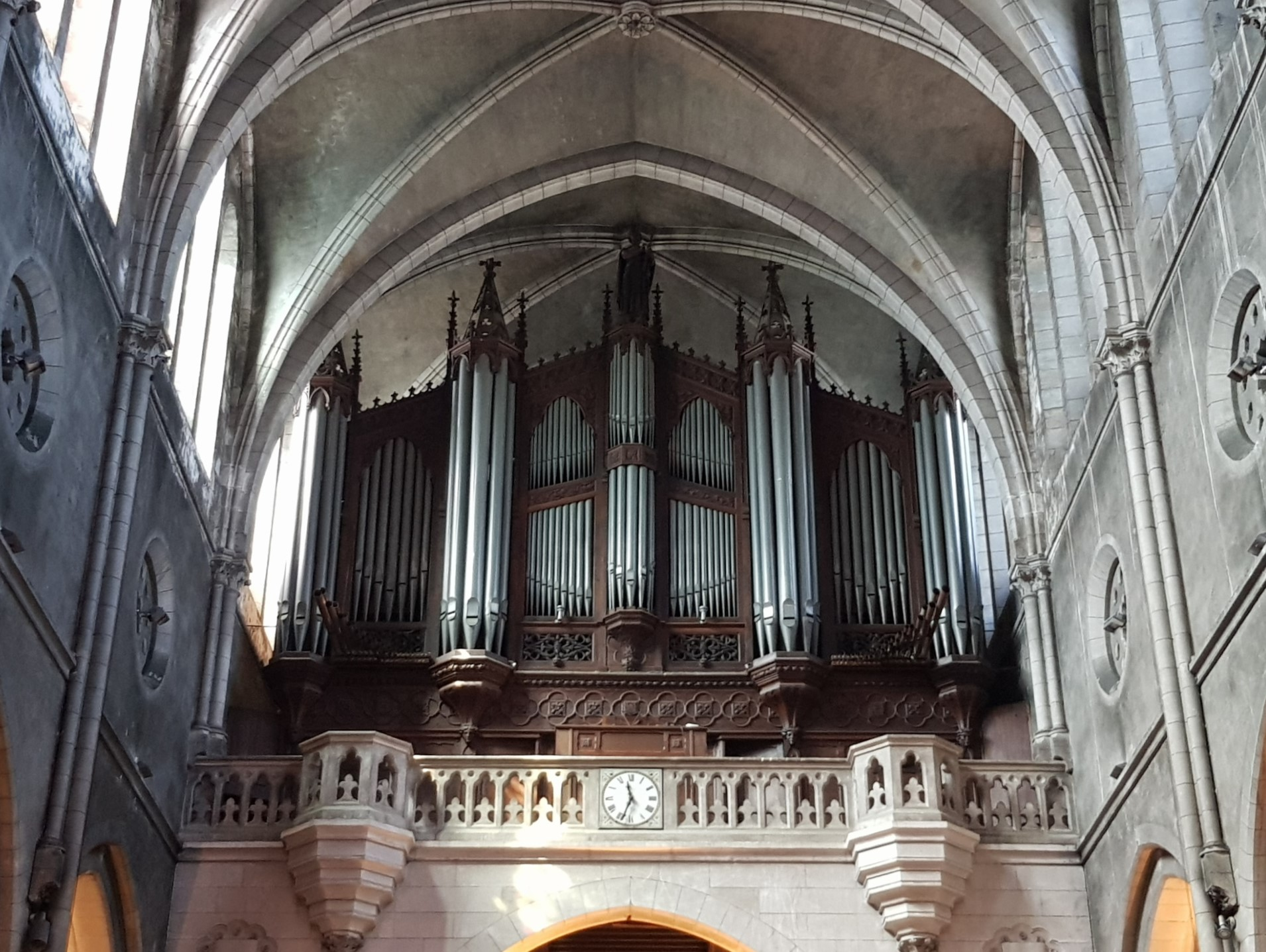
Grand Orgue de l'église Saint-Martin de Pau.

Le grand orgue de 54 jeux avec 3 claviers et un pédalier réalisé par Georges Wenner a été inauguré le 21 décembre 1871 par l'organiste titulaire, Léandre Czerniewski (1842-1932).
Il a été restauré en 1889 par Michel Roger, en 1942 par Maurice Puget, réharmonisé et modifié en 1968 par Edmond Costa de Lodève, électrifié par la maison Gonzalez en 1976 et restauré en 1997 par Bernard Dargassie avec une seconde console électrique,.
| I/Grand orgue | II/Positif intérieur | III/Récit expressif | P/Pédale |
| 56 notes | 56 notes | 56 notes | 32 notes |
| Montre 16 Bourdon 16 Montre 8 Bourdon 8 Salicional 8 Flûte 8 Prestant 4 Flûte octaviante 4 Grosse Tierce 3 1/5 Doublette 2 Cornet V Fourniture IV 1 1/3’ Cymbale III 1/2’ Double 32 Double 31 1/8 Double 30 2/4 Double 29 4/6’ Double 28 3/12 Double 81/3’ Double 26 2/18’ Double 25 1/5’ Double 24’ Bombarde 16 Trompette 8 Clairon 4 | Principal 8 Bourdon 8 Prestant 4 Flûte 4 Nazard 2 2/3 Quarte de nazard 2 Doublette 2 Tierce 1 3/5 Larigot 1 1/3 Piccolo 1 Fourniture IV 1 1/3’ Double 32 Double 31 1/8 Double 30 2/4 Double 29 4/6’ Double 28 3/12 Double 27 1/16’ Double 26 2/18’ Double 25 1/5’ Double 24’ Trompette 8 Cromorne 8 Voix Humaine 8 | Quintaton 16 Bourdon 8 Dulciane 8 Voix Céleste 8 Flûte 4 Quinte 2 2/3 Flageolet 2 Plein jeu V 2’ Double 32 Double 31 1/8 Double 30 2/4 Double 29 4/6’ Double 28 3/12 Double 27 1/16’ Double 26 2/18’ Double 25 1/5’ Double 24’ Basson 16 Trompette 8 Basson-Hautbois 8 Chamade 8 Clairon 4 Chamade 4 | Bourdon Acoustique 32 Soubasse 16 Contrebasse 16 Flûte 16 Flûte 8 Basse 8 Quinte 5 1/3 Meerflaut 4 Recorder 2 Double 32 Double 31 1/8 Double 30 2/4 Double 29 4/6’ Double 28 3/12 Double 27 1/16’ Double 26 2/18’ Double 25 1/5’ Double 24’ Bombarde 16 Basson 16 Trompette 8 Chamade 8 Clairon 4 Chamade 4 |

## Galerie

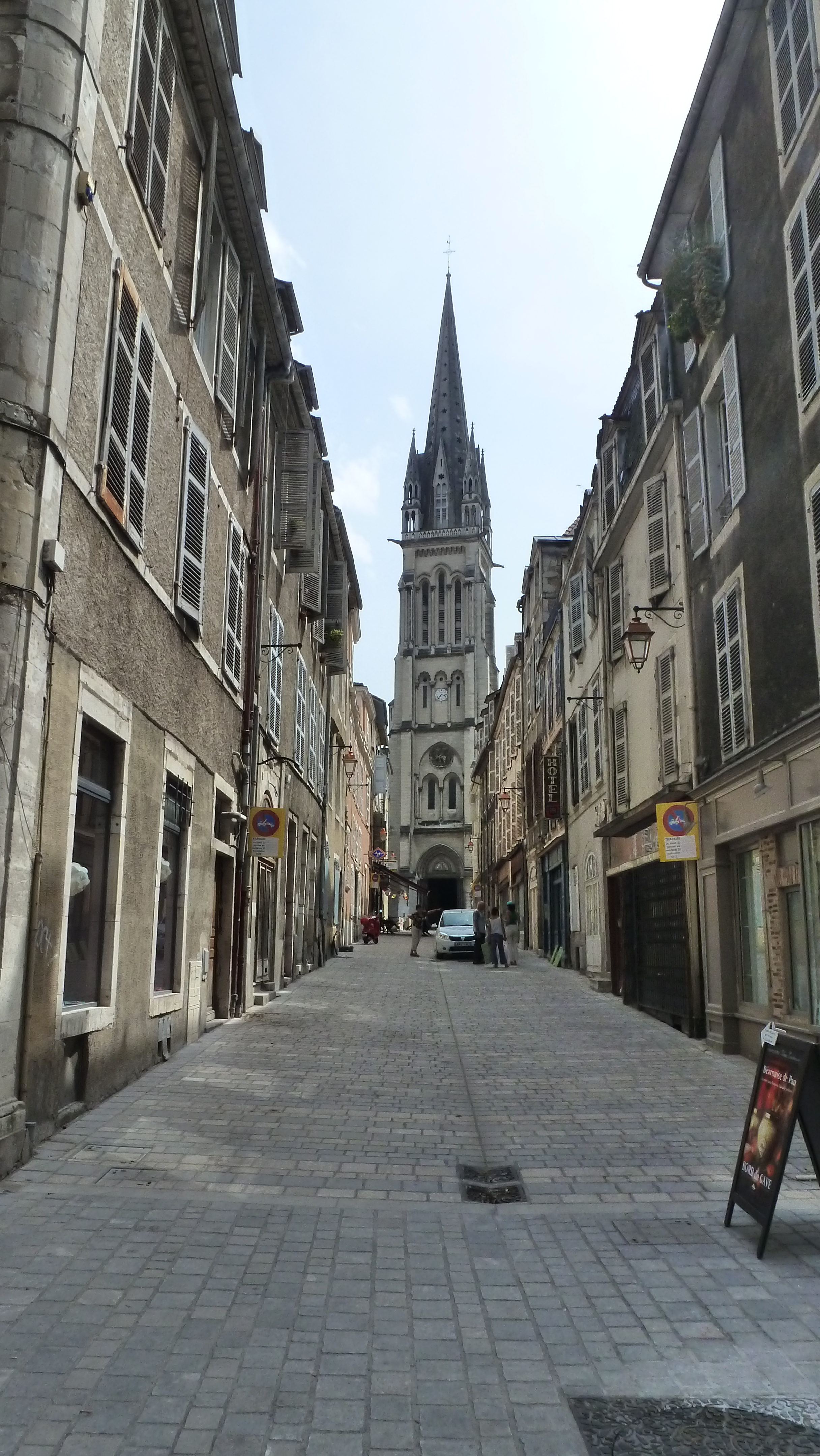
Rue Jeanne d'Albret.
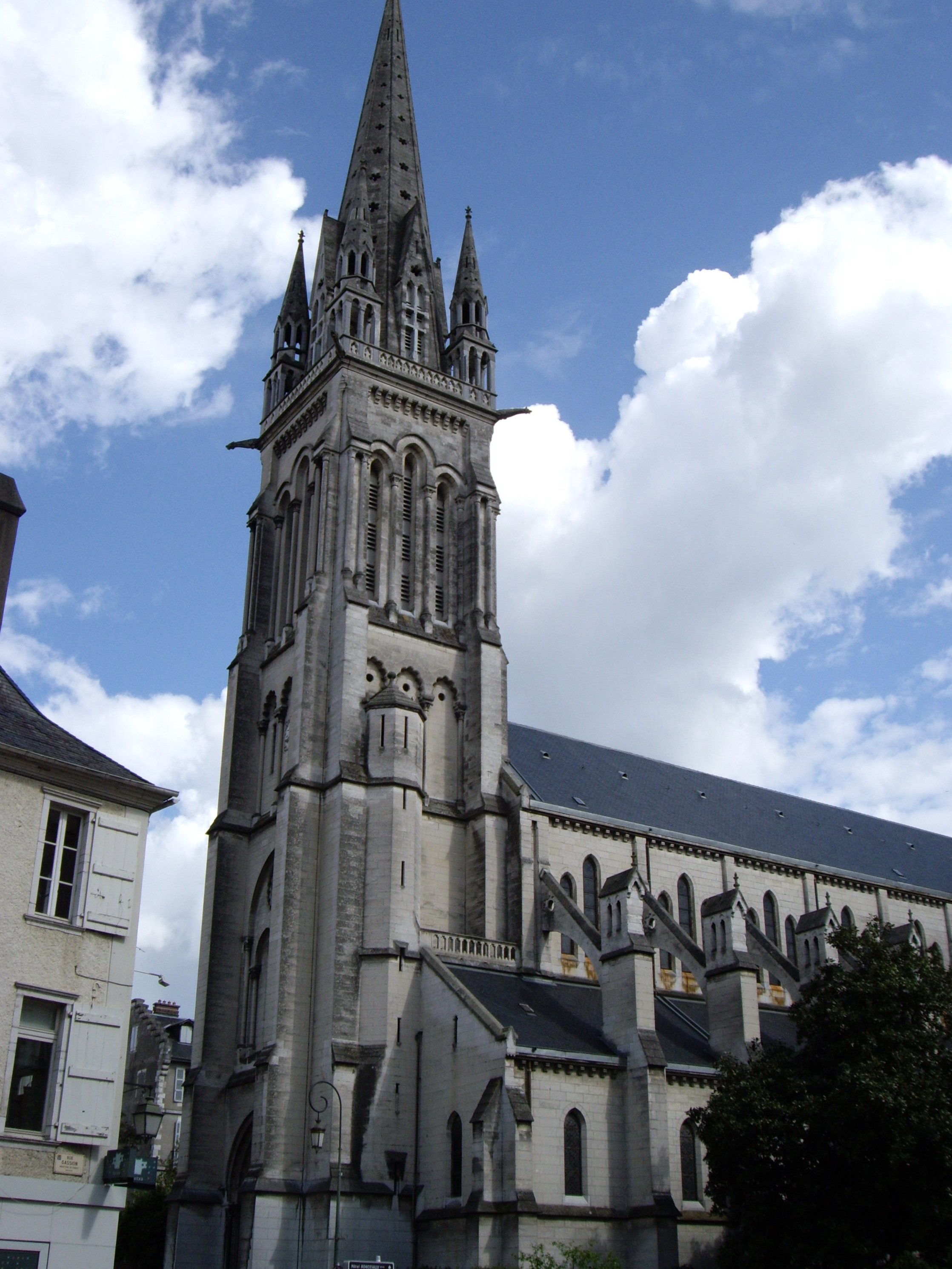
Autre vue de l'église.
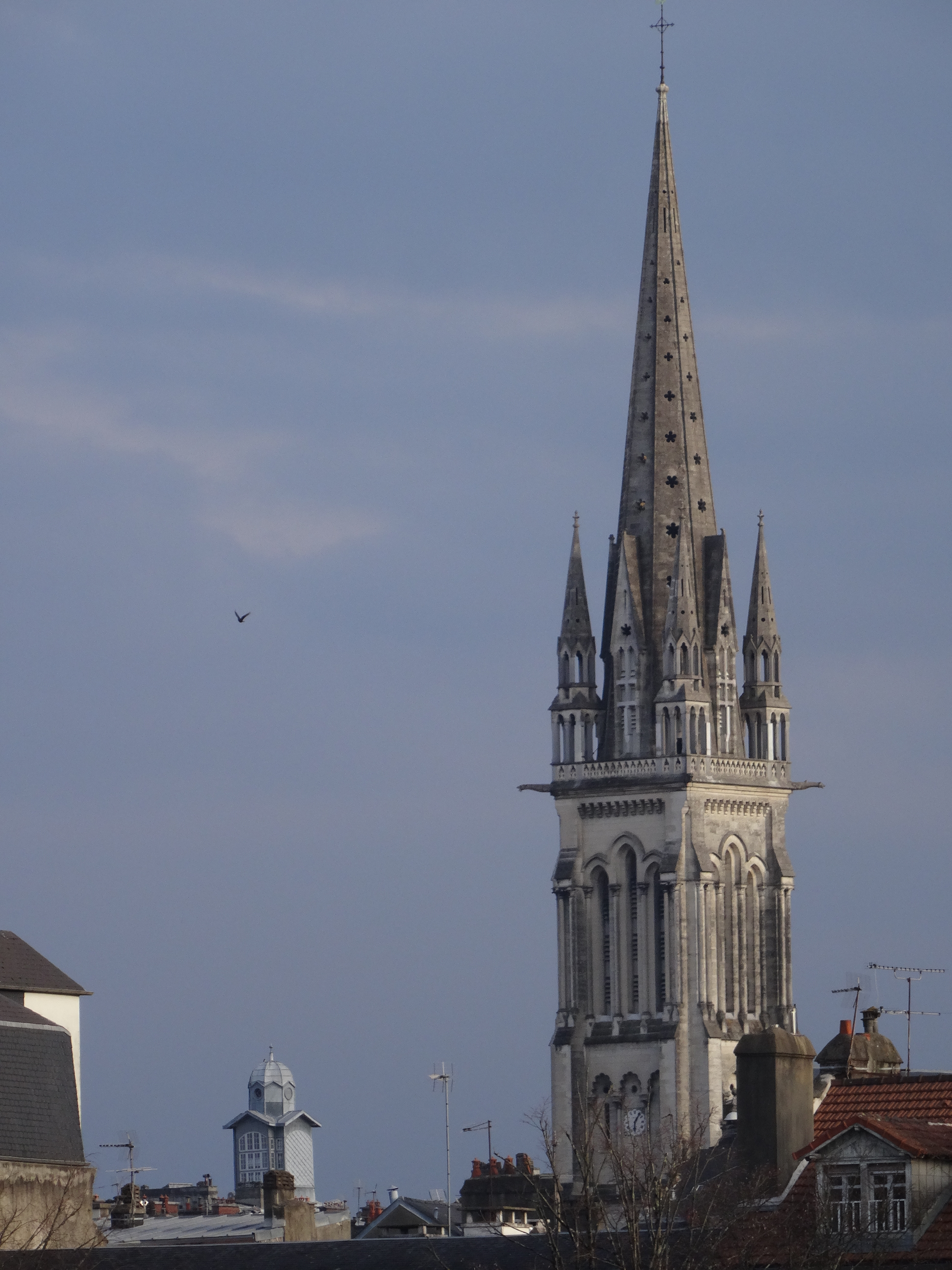
La flèche dépassant des toits.
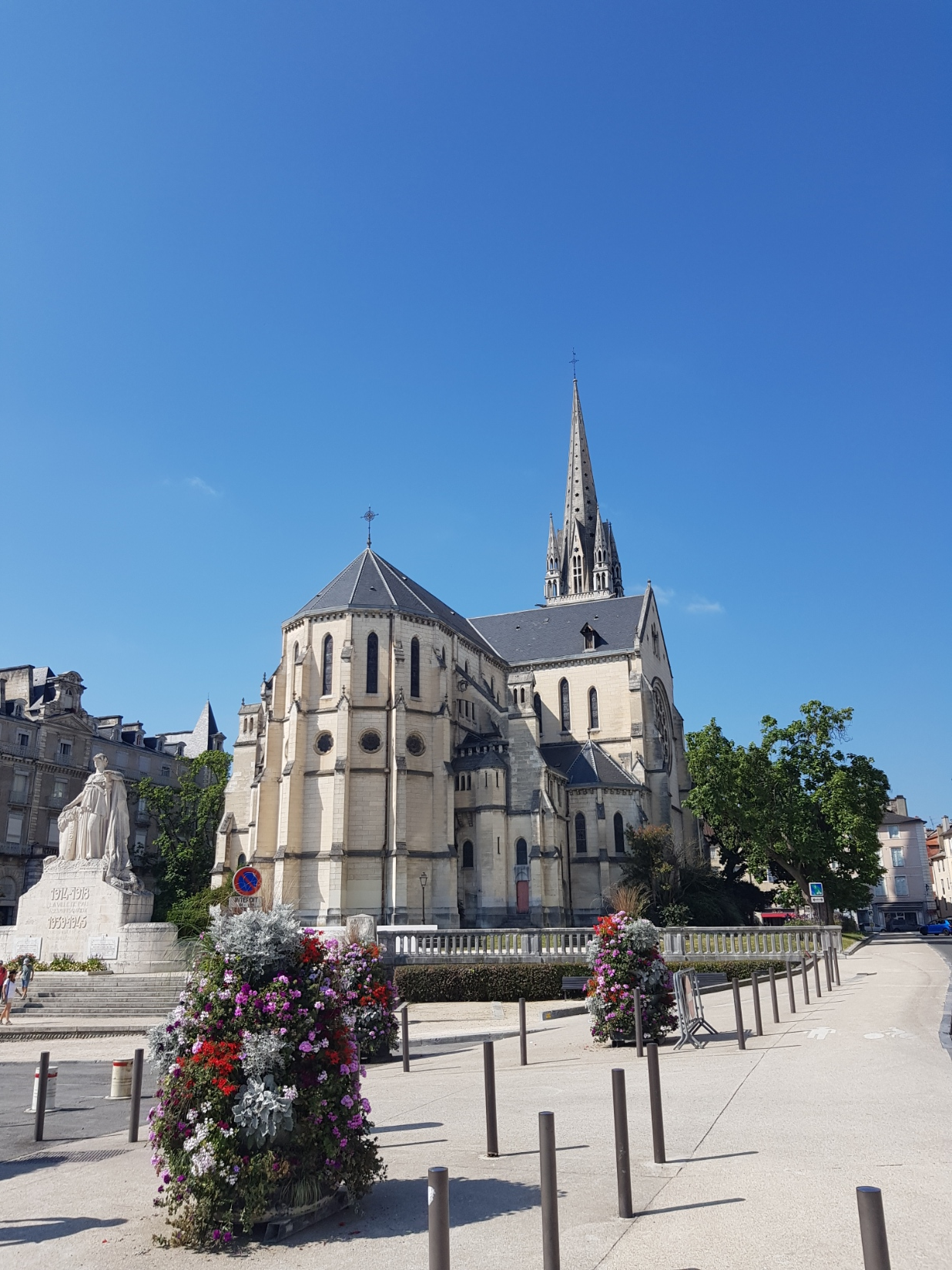
Vue de derrière de l'église Saint-Martin de Pau.
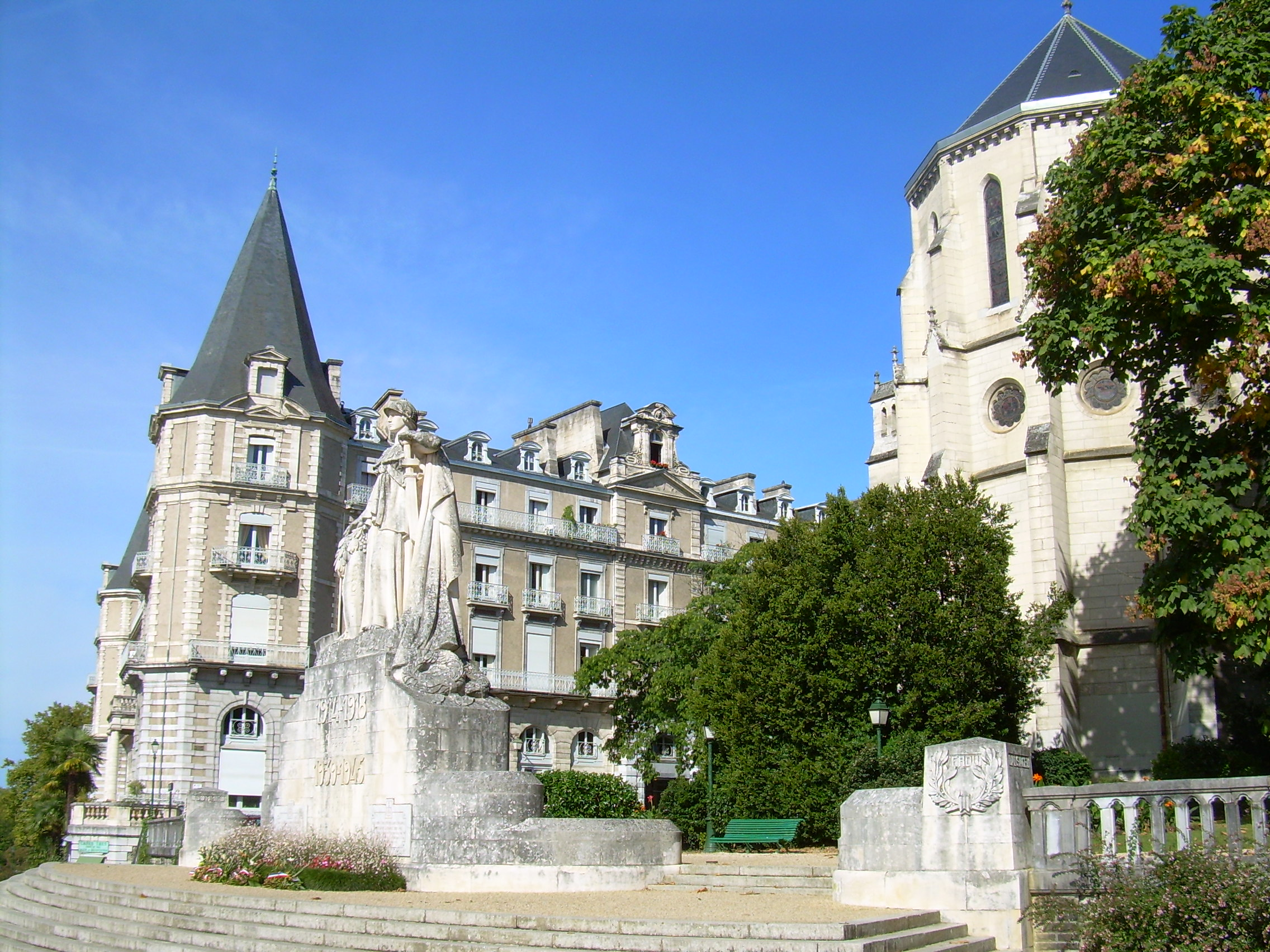
Monument aux morts.
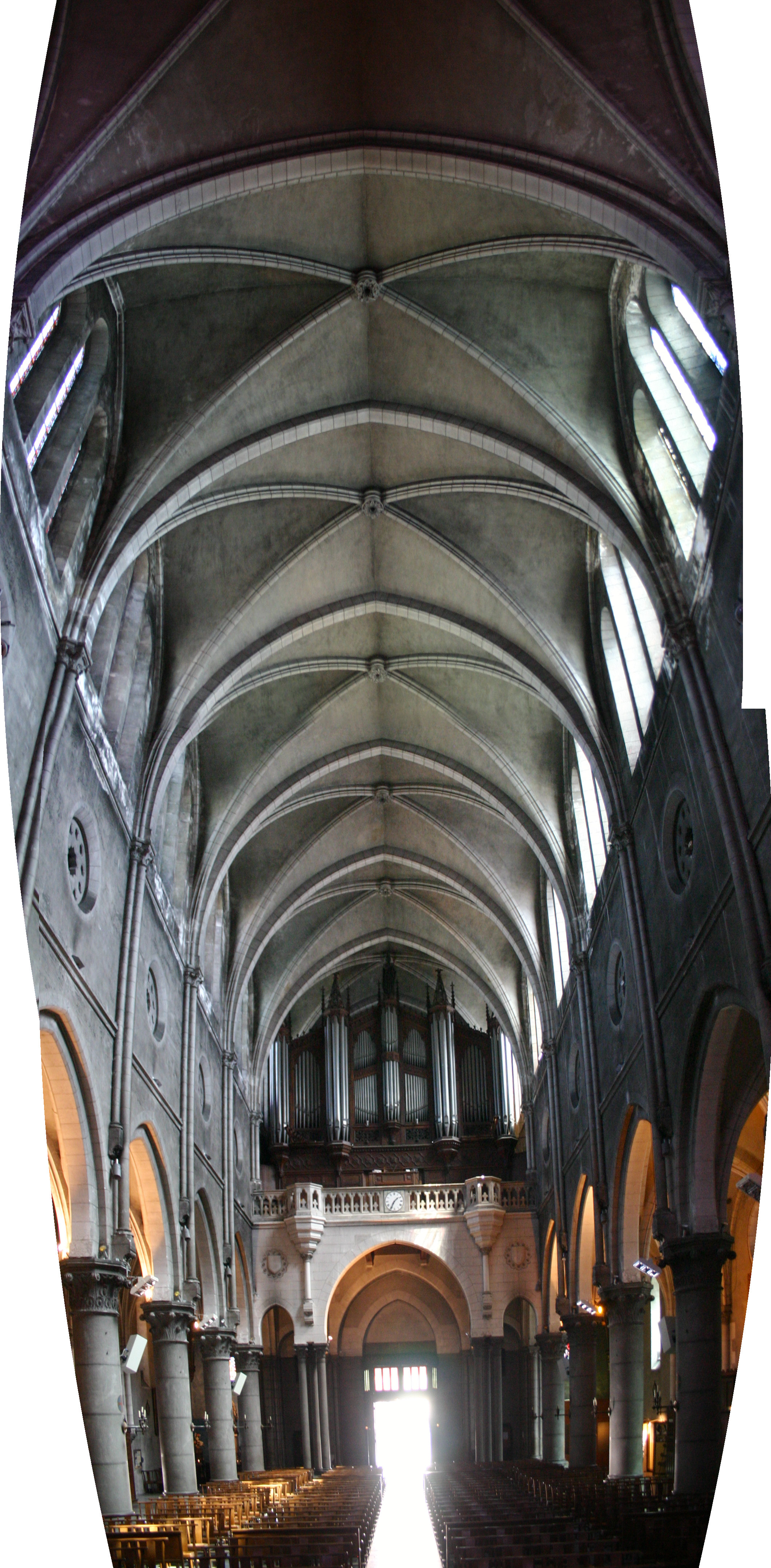
Voûte de l'église de la nef et orgue.
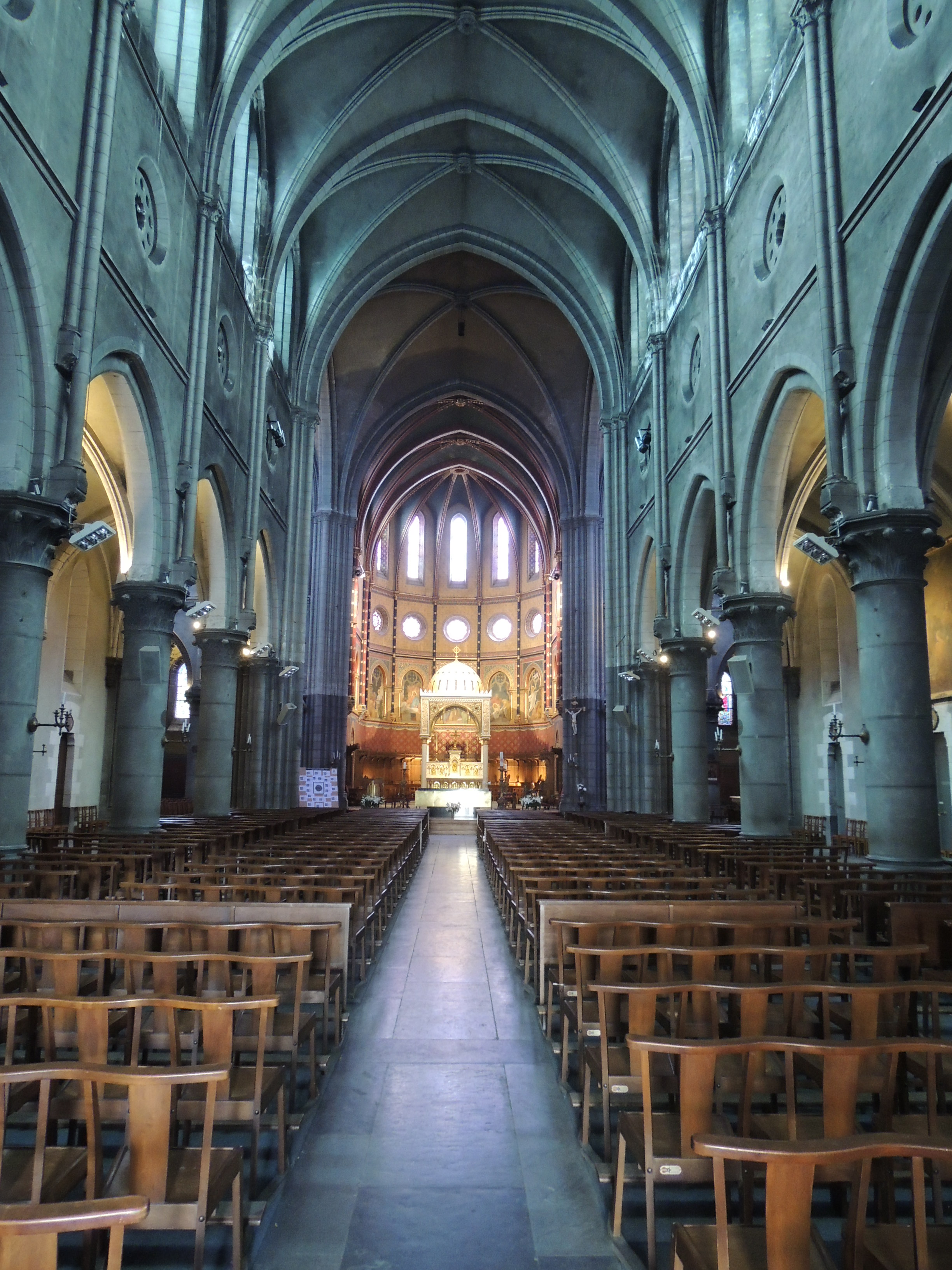
Intérieur de l'église vers le chœur.
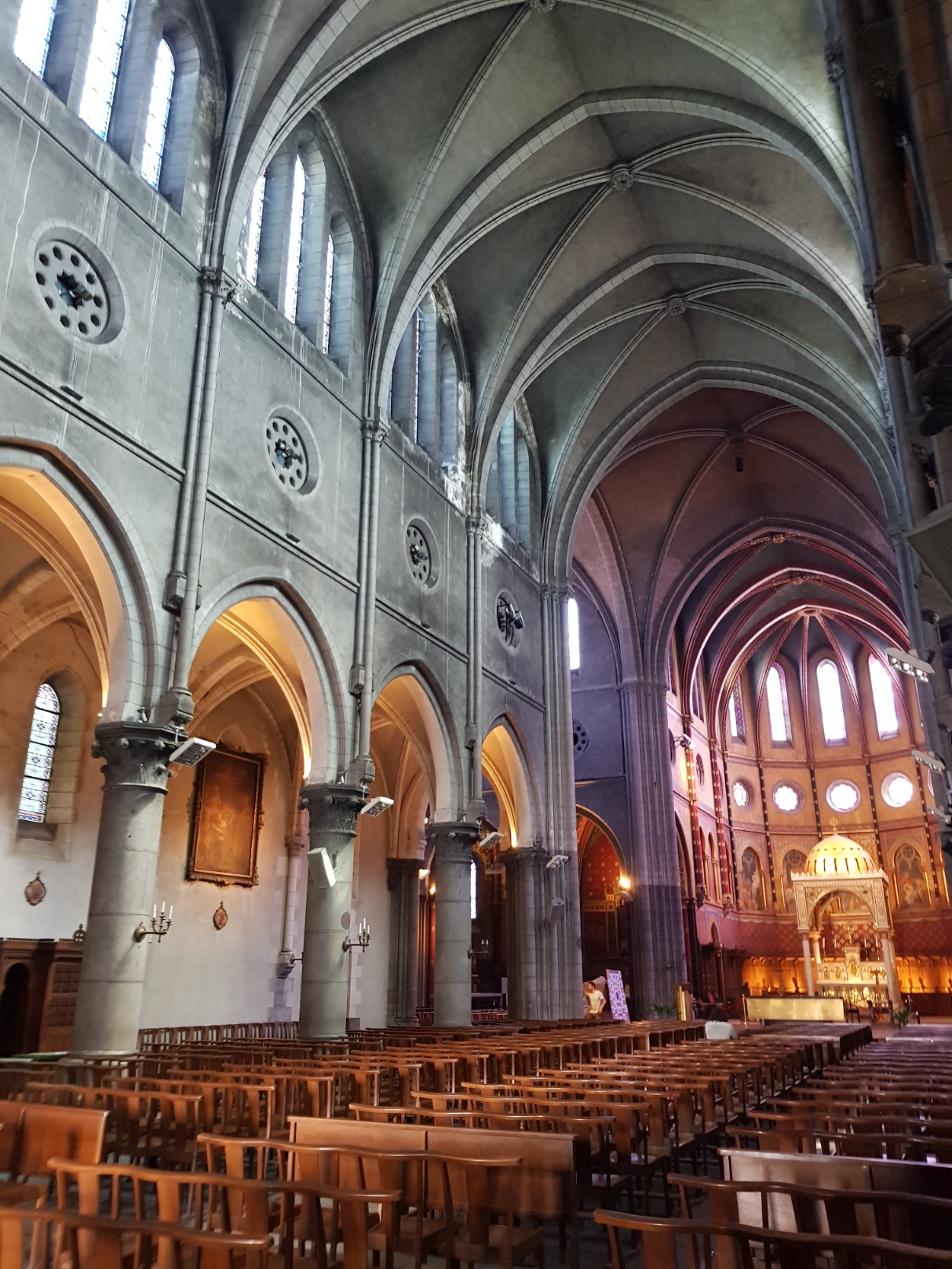
Nef de l'église Saint-Martin de Pau.
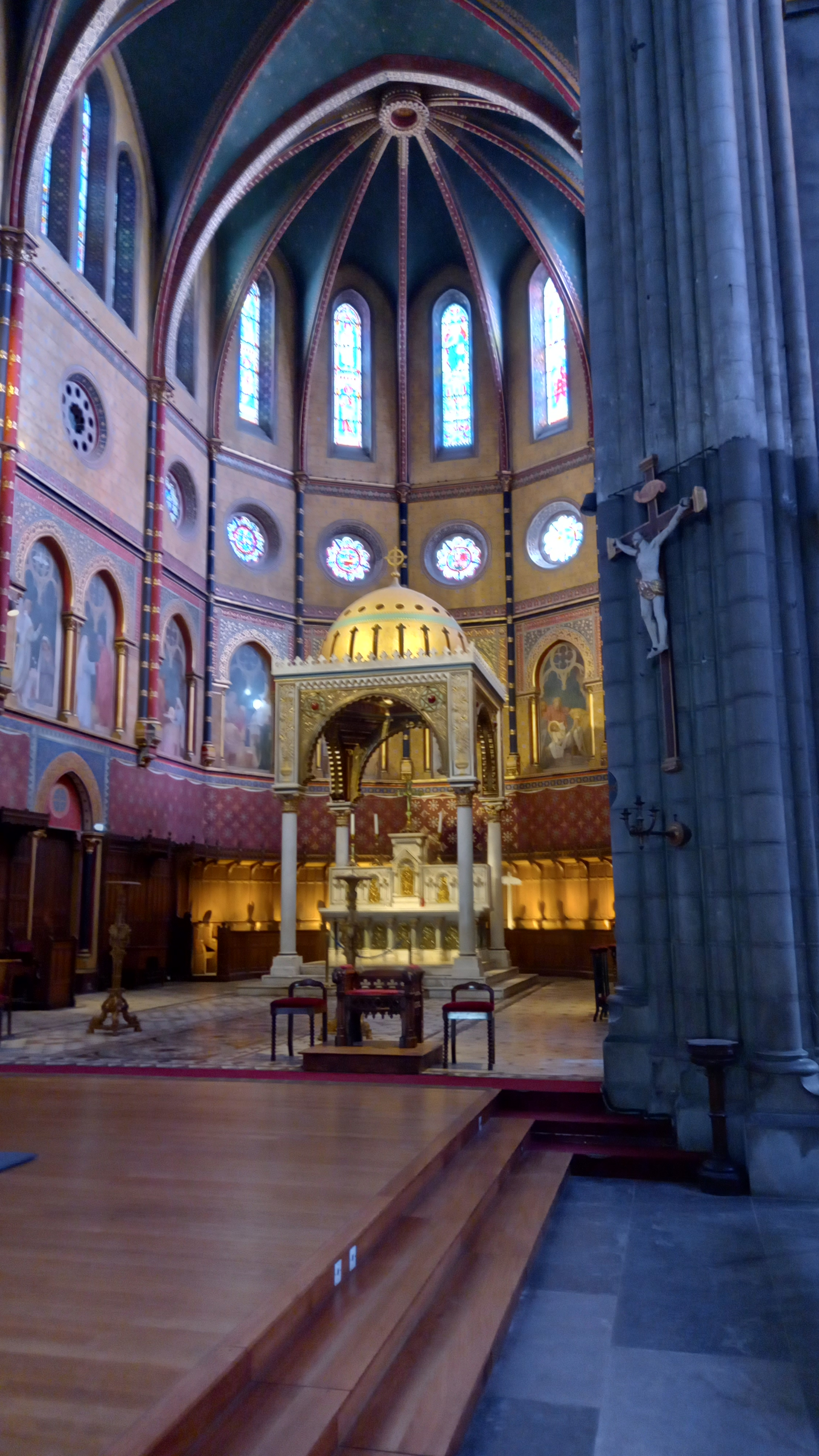
Le chœur de l'église.